# Mohamed Muizzu
Mohamed Muizzu (ur. 15 czerwca 1978) – malediwski polityk, prezydent Malediwów od 17 listopada 2023.

## Życiorys
W 2021 wybrany na burmistrza stołecznego Male. W 2023 w pierwszej turze wyborów prezydenckich uzyskał 46.06 procent głosów i przeszedł do drugiej tury 30 września 2023. Wygrał drugą turę z wynikiem 54.04 procenta. Zaprzysiężony 17 listopada 2023.